# Peter Gradin
Peter Gradin (* 9. Dezember 1958 in Långsele) ist ein ehemaliger schwedischer Eishockeyspieler und heutiger -trainer. Seit 2015 ist er Cheftrainer der U20-Nachwuchsmannschaft von IF Sundsvall Hockey in der J20 SuperElit. Sein Bruder Thomas war ebenfalls ein professioneller Eishockeyspieler.

## Karriere

### Spieler
Peter Gradin begann seine Karriere als Eishockeyspieler bei Långsele AIF. Von dort aus wechselte er zu MoDo AIK, für dessen Profimannschaft er von 1976 bis 1978 in der Elitserien, der höchsten schwedischen Spielklasse, aktiv war. Zur Saison 1978/79 wurde der Angreifer von AIK Solna verpflichtet, bei dem er in den folgenden Jahren zum Stammspieler und Publikumsliebling wurde. Nachdem er in der Saison 1980/81 mit seiner Mannschaft Vizemeister wurde, gewann er in den Spielzeiten 1981/82 und 1983/84 jeweils mit AIK Solna den schwedischen Meistertitel. In der Saison 1985/86 musste der Linksschütze mit seinem Team den Abstieg als Tabellenletzter in die zweitklassige Division 1 hinnehmen, aus der ihm mit AIK der sofortige Wiederaufstieg gelang.
In der Saison 1987/88, der ersten Spielzeit in der Elitserien nach dem Aufstieg, gelangen ihm für sein Team 29 Tore, womit er hinter seinem Landsmann Eddy Ericsson zweitbester Torschütze der Hauptrunde war. Im Anschluss an die Saison 1991/92 beendete er im Alter von 33 Jahren seine aktive Karriere. Seither wird seine Rückennummer 11 bei AIK Solna nicht mehr vergeben. Bei seiner Mannschaft hält er zudem mehrere Vereinsrekorde, unter anderem für die meisten Tore, Vorlagen und Scorerpunkte sowie die meisten absolvierten Spiele und Spielzeiten.

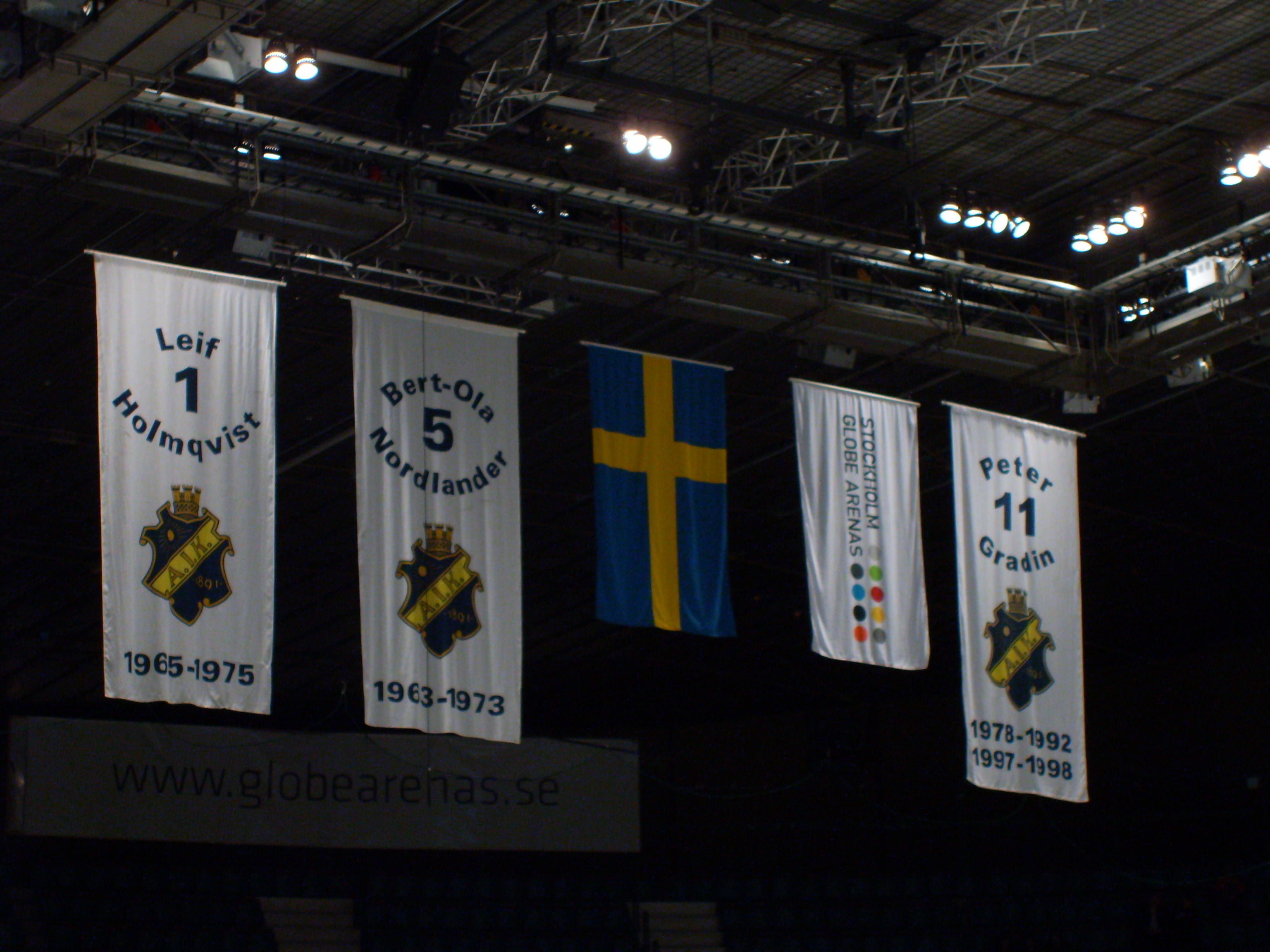
Das Trikot mit der Nr. 11 von Peter Gradin unter dem Dach des Hovet

### International
Für Schweden nahm Gradin an den Olympischen Winterspielen 1984 in Sarajevo, bei denen er mit seiner Mannschaft die Bronzemedaille gewann, sowie der Weltmeisterschaft 1985 teil.

### Trainer
In der Saison 1997/98 begann Gradin seine Laufbahn als Trainer bei seinem Stammverein AIK Solna, wobei er für ein einziges Spiel noch einmal die Schlittschuh in der Elitserien schnürte. Anschließend zog er sich zunächst aus dem Profigeschäft zurück, ehe er von 2007 bis 2009 als Cheftrainer für IF Sundsvall Hockey aus der HockeyAllsvenskan, der zweiten schwedischen Spielklasse, tätig war. Ab 2009 stand er in seiner Heimatstadt beim Drittligisten AIK Härnösand hinter der Bande.

## Erfolge und Auszeichnungen
- 1981 Schwedischer Vizemeister mit AIK Solna
- 1982 Schwedischer Meister mit AIK Solna
- 1984 Schwedischer Meister mit AIK Solna
- 1984 Schwedisches All-Star Team
- 1987 Aufstieg in die Elitserien mit AIK Solna

### International
- 1984 Bronzemedaille bei den Olympischen Winterspielen